# Konoe Iehisa
Konoe Iehisa (近衛 家久 1687 – 1737) foi um nobre japonês do período Edo, pertencente ao ramo Konoe do Clã Fujiwara, e foi regente (Kampaku) dos Imperadores Nakamikado e Sakuramachi entre 1726 e 1736.

## Biografia
Seu pai era o também Kampaku Iehiro e sua mãe a Princesa Norico (filha do imperador Reigen). Não se sabe ao certo quando Iehisa, entrou para a corte mas em 1695 se tornou Jusanmi (funcionário de terceiro escalão júnior) durante o reinado do Imperador Higashiyama. Em 1711 durante o reinado do Imperador Nakamikado foi nomeado Naidaijin, em 1715 foi promovido a Udaijin e em 1722 promovido a Sadaijin cargo que ocupou até 1726 quando foi nomeado kampaku do Imperador  e concomitantemente a partir de 1733 foi nomeado Daijō Daijin. Em 1735 depois que o Imperador Sakuramachi ascendeu ao trono continuou no cargo de kampaku por mais um ano. 
Iehisa veio a falecer em agosto de 1737. Foi casado com Kame-hime (filha de Shimazu Tsunataka, 3º senhor do Domínio de Satsuma)  com quem teve Uchisaki seu herdeiro.